# 渡辺兼二
渡辺 兼二（渡邉、わたなべ けんじ、1866年2月11日〈慶応元年12月26日〉 - 1928年〈昭和3年〉12月9日）は、日本の陸軍軍人、政治家。最終階級は陸軍少将。新潟市長。

## 経歴
越後国蒲原郡一ノ木戸村（現新潟県三条市）で渡辺正友の二男として生まれる。1885年12月、陸軍教導団砲兵科に入団。1890年7月26日、陸軍士官学校（1期）を卒業、ちなみに 1890年（明治23年）7月29日の官報によると、陸軍士官学校第1期を工兵科1番/8名で卒業している。1891年3月26日、陸軍工兵少尉に任官し工兵第1大隊附となる。
日清戦争に工兵第1大隊第2中隊小隊長として出征。1895年11月、陸軍砲工学校（3期）を優等で卒業。 陸軍大学校（13期）で学び、1899年12月21日に優等で卒業した。日露戦争に臨時軍用鉄道監部部員として出征。
以後、韓国駐箚軍参謀、近衛工兵大隊付、工兵第17大隊長、鉄道連隊長、兼陸軍技術審査部御用掛、兼陸軍技術審査部議員、陸軍技術審査部審査官などを歴任。1915年8月10日に待命となり、同年10月15日、陸軍少将に昇進と同時に予備役編入となった。その後、千葉県千葉郡千葉町（現千葉市）に居住し青年の指導に当った。
1919年9月22日、新潟市長に就任し、1921年9月10日に市長を退任した。

## 栄典
- 1892年（明治25年）2月3日 - 正八位[8]

## 親族
- 三女 松岡祥（官僚・政治家:松岡平市の妻）[4][9]